# Slab City, California
Slab City, también llamada The Slabs, es una comunidad de estilo de vida alternativo no incorporada a la sociedad, formada en gran parte por snowbirds (personas que se establecen temporalmente en la comunidad durante el invierno, aprovechando el clima cálido y la posibilidad de acampar sin costo) en la zona de Salton Trough del desierto de Sonora, en el condado de Imperial, California. Tomó su nombre de las losas de hormigón que quedaron tras el derribo del campo de entrenamiento del Cuerpo de Marines de la Segunda Guerra Mundial, Camp Dunlap. Slab City es conocida por atraer a personas que quieren vivir al margen de la sociedad convencional.

## Historia

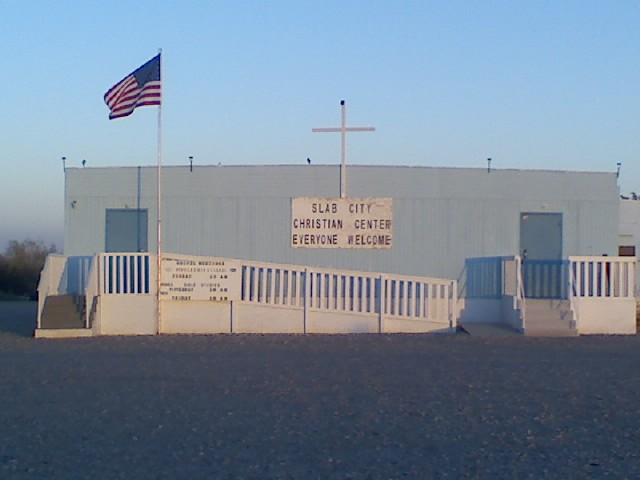
El Centro Cristiano de Slab City en octubre de 2007

Antes de la entrada oficial de Estados Unidos en la Segunda Guerra Mundial, el Cuerpo de Marines de Estados Unidos planificó un campo de entrenamiento para unidades de artillería de campaña y antiaérea en una zona accesible por aviones que despegaban de portaaviones cerca de San Diego. Para crear la base de entrenamiento, se obtuvieron 631,345 acres (255,496 ha). El gobierno anunció que la base llevaría el nombre del General de Brigada del Cuerpo de Marines Robert Henry Dunlap. Una vez finalizada la construcción de Camp Dunlap, se puso en servicio el 15 de octubre de 1942. El campamento contaba con edificios en pleno funcionamiento, agua, carreteras y recogida de aguas residuales. La base se utilizó durante tres años durante la guerra. En 1949, las operaciones militares en Camp Dunlap se habían reducido en gran medida, pero un pequeño equipo continuó hasta que la base fue desmantelada. En 1956, todos los edificios habían sido desmantelados, pero quedaban las losas.
La zona que hoy es Slab City era el campo de entrenamiento de artillería del Campamento. Primero se asentaron en ella algunos veteranos que habían trabajado en la base de los Marines, y más tarde vagabundos y propietarios de vehículos de recreo en busca de zonas de acampada gratuitas en las afueras de Palm Springs. Los residentes actuales se autodenominan Slabbies, mientras que a los turistas se les llama Normies.
El 6 de octubre de 1961, el Departamento de Defensa emitió una escritura de cesión de los terrenos al Estado de California al determinar que ya no eran necesarios. La escritura no contenía restricciones, cláusulas de recuperación ni disposiciones de restauración. No se propuso la retirada de las losas restantes. Posteriormente, la legislación exigió que los ingresos generados por esta propiedad se destinaran al Sistema de Jubilación de Profesores del Estado de California.
La popularidad de Slab City se disparó tras la publicación de un artículo en Trailer Life y RV Magazine hacia 1984. En 1988, el San Diego Reader informó de que no había más de 600-700 casas rodantes en 1983, y un residente estimó que había alrededor de 2000 remolques cuando fue entrevistado en marzo de 1988.
Leonard Knight, uno de los primeros colonos que creó la instalación artística de la Montaña de la Salvación, apareció en la película Into the Wild, de Sean Penn, estrenada en 2007. Una necrológica de Knight afirmaba que "pasó casi 30 años construyendo la colorida montaña, construida con adobe y pintura donada, Knight trabajaba en la montaña todo el día, todos los días. Incluso dormía en la base de la montaña en la parte trasera de una camioneta, sin electricidad ni agua corriente".
Un artículo de la revista Smithsonian de octubre de 2018 se refería a la comunidad como un «Paraíso de los Okupas» que los lugareños consideran «uno de los últimos lugares libres de América.» El artículo decía de la población: «Está claro que hay gente allí que no quiere ser encontrada, así que hay algo sobre desaparecer, y el desierto ofrece ese tipo de oportunidad."

## Geografía
Slab City está situada en unos 260 hectáreas de terreno público[9], cerca de la costa este del Mar Salton. Se encuentra a 160 km al noreste de San Diego, a 272 km al sureste de Los Ángeles y a unos 80 km de México. Al este de Slab City se encuentra el Canal Coachella, que está vallado, pero la valla se abre periódicamente, sobre todo en Slab City, según el Coachella Valley Water District.

### Clima
La zona tiene una gran cantidad de sol durante todo el año, debido a su estable aire descendente y a la alta presión. Según el sistema de clasificación climática de Köppen, Slab City tiene un clima desértico cálido, (BWh en los mapas climáticos).

## Demografía
The Washington Post informó en 2020 de que la población es estacional y, según algunas estimaciones, alcanza los 4.000 habitantes en invierno y se reduce a 150 en verano. Desde la década de 1950, Slab City ha atraído a gente muy diversa, como anarquistas, artistas, excéntricos, marginados, jubilados y empobrecidos.Un artículo publicado en 1990 en el Chicago Tribune por un periodista que permaneció en el campamento durante una semana estimaba que los residentes de invierno (en aquella época) eran en su mayoría personas mayores de 60 años. "Es un popular destino invernal para nómadas". Slab City es utilizado por propietarios de vehículos de recreo, viajeros y okupas de toda Norteamérica, incluido Canadá.

## Economía
Según Fred Dickey, del San Diego Union-Tribune, en 2012, la fuente de ingresos más común entre los residentes permanentes son "probablemente" los cheques del SSI (Ingreso suplementario de seguridad).En 2020, Ranker indicó que los ingresos de Slab City proceden principalmente de los turistas y las donaciones. En 1995, casi todos los residentes de Slab City cobraban prestaciones por discapacidad, seguridad social o desempleo. Otra fuente constante de ingresos en aquella época era la venta de artículos recuperados a los visitantes.
Muchos residentes de Slab City utilizan generadores o paneles solares para obtener electricidad. El agua potable se suministra a partir de un tanque ubicado en la iglesia de la comunidad. La civilización más cercana con fuerzas del orden se encuentra a unos seis kilómetros al suroeste, en la localidad de Niland. En 1990, los residentes solían ir a Niland para realizar compras básicas, y treinta años después, en 2020, continuaban obteniendo allí lo esencial, en este pequeño pueblo de aproximadamente 1,000 habitantes.
Durante la pandemia de COVID-19 de 2020, la mayoría de los destinos turísticos permanecieron cerrados, lo que tuvo consecuencias económicas para Slab City, así como para su disponibilidad de alimentos y agua, que dependía en parte de las donaciones de los turistas. Los residentes están divididos sobre si seguir o desafiar las directrices del gobierno, lo que se complica por la falta de infraestructuras sanitarias y de seguros. En mayo de 2020, el condado de Imperial tenía 55 casos confirmados de coronavirus, de un total de 417 pruebas.

## Artes y cultura

### Turismo
Slab City cuenta con una biblioteca de préstamo gratuito y un local de música al aire libre llamado The Range.
El asentamiento también cuenta con un cibercafé, un albergue y un skatepark construido dentro de lo que queda de la piscina de la base militar.

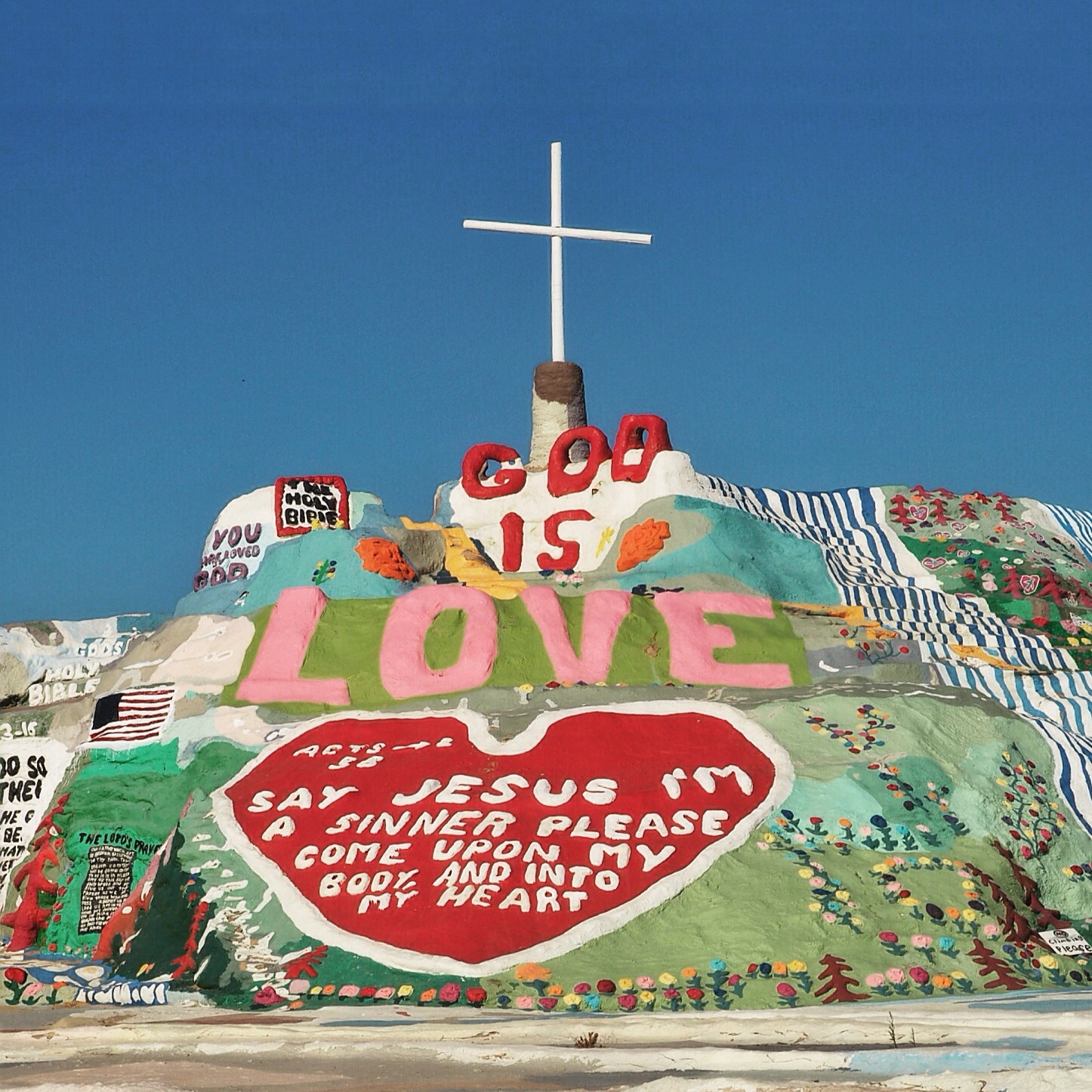
Montaña de la Salvación – Dios es Amor; foto de 2015

#### Montaña de la Salvación
Situada justo al este de la Ruta Estatal 111 de California, la entrada a Slab City es fácilmente reconocible por la colorida Montaña de la Salvación, que es una pequeña colina de aproximadamente tres pisos de altura y totalmente cubierta de pintura de látex, hormigón y adobe, y engalanada con versículos bíblicos. Fue un proyecto construido durante dos décadas por Leonard Knight, residente de Slab City. La obra es una pieza de arte popular religioso de 15 metros de altura, "una pieza central no oficial para la comunidad y cimentando la identidad creativa anárquica de la zona", según un informe de 2020.
En 2002, la Montaña de la Salvación fue nombrada Tesoro Nacional de Arte Popular por el Congreso.
La actual Montaña de la Salvación es en realidad la segunda construcción que ocupa el lugar; Knight comenzó la primera Montaña de la Salvación en 1984, utilizando métodos de construcción muy inestables que permitieron que la montaña se derrumbara en 1989. Knight no se desanimó; reconstruyó la estructura utilizando mejores materiales e ingeniería, incluido adobe mezclado con paja.
Antes de su muerte el 10 de febrero de 2014, Knight había estado viviendo en una residencia de ancianos. Pudo visitar Salvation Mountain por última vez en mayo de 2013; la visita fue grabada por KPBS (TV).

#### East Jesus

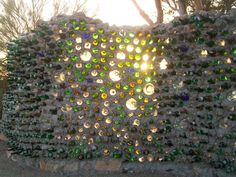
Muro de Botella en East Jesus

East Jesus es una instalación artística experimental y habitable situada en la zona de Slab City. El nombre East Jesus no tiene connotaciones religiosas, sino que es un coloquialismo para referirse a un lugar en medio de la nada, más allá del límite de lo útil. La instalación funciona sin servicios municipales.

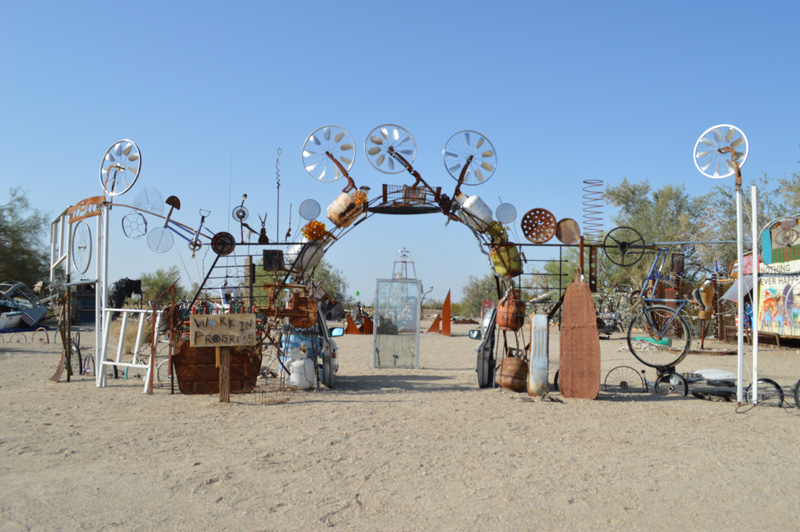
Entrada al jardín de esculturas de East Jesús

A principios de 2007, Charlie Russell dejó su trabajo en la industria tecnológica, metió todas sus pertenencias en un contenedor de transporte y lo envió a un campo lleno de basura, donde empezó a rodear sus dos coches de esculturas. Russell, a menudo llamado Container Charlie, rebautizó este lugar de asentamiento con el nombre de East Jesus. Murió en mayo de 2011. La Fundación Chasterus, una organización sin ánimo de lucro 501(c)(3) creada tras su muerte en 2011, ha guiado desde entonces la conservación y expansión de East Jesus.

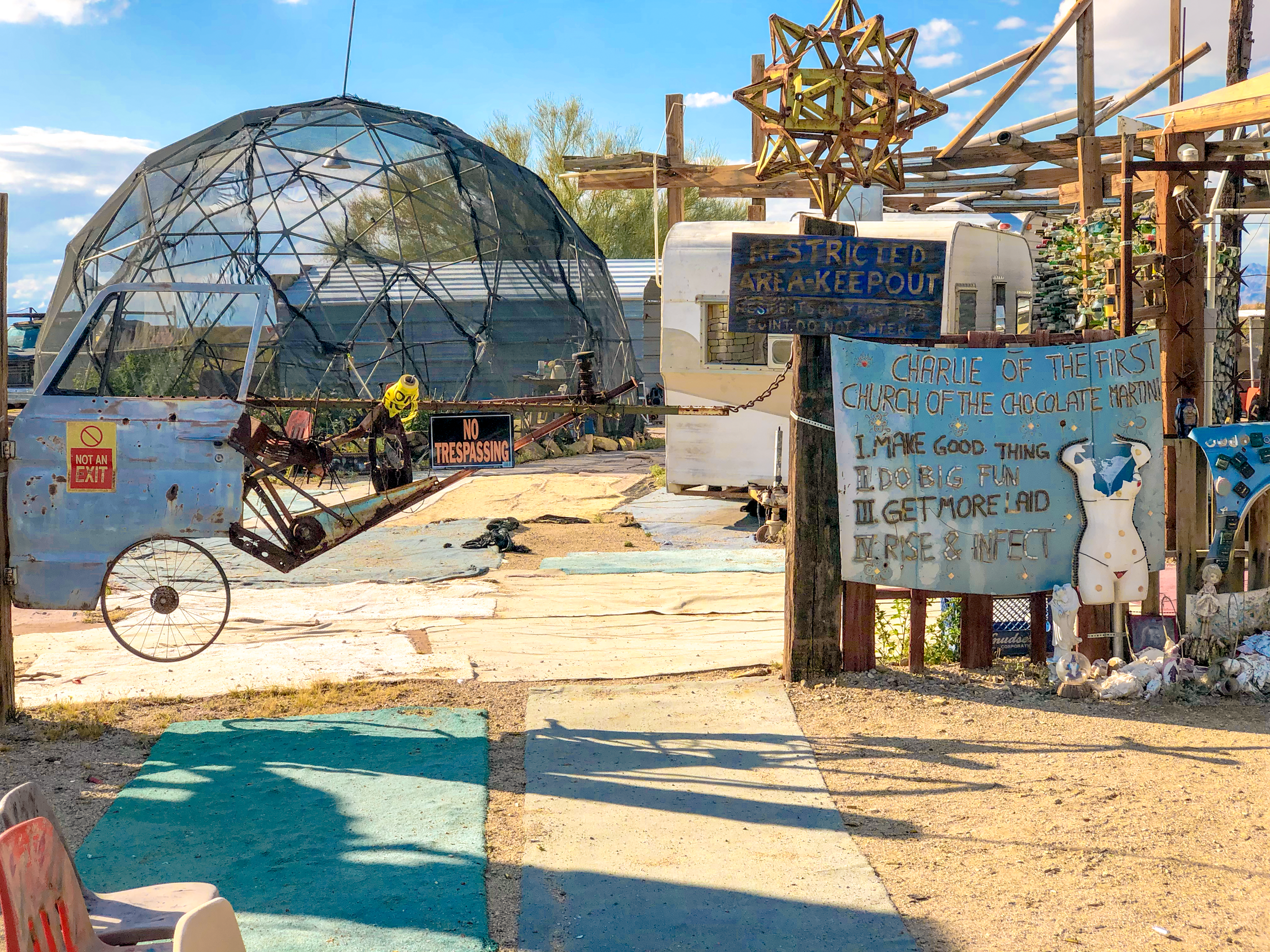
Complejo residencial en East Jesús

East Jesus presenta una variedad de arte experimental, como eventos en directo, arte escénico, música, fotografía y, sobre todo, esculturas. Las obras se añaden continuamente y se degradan con rapidez en el clima desértico, a pesar de la presencia de cuidadores. Uno de estos voluntarios se refirió a ella, y a Slab City en su conjunto, como una ética "salvagepunk". Las piezas de East Jesus se describen como decadentes o en crecimiento, pero siempre en estado de transformación, a diferencia de las galerías tradicionales, debido tanto al intenso clima como a los miles de artistas que han contribuido a la instalación. En 2014, el personal interno ofrecía docenas de visitas gratuitas y acogía a artistas visitantes y huéspedes que pernoctaban[35].

#### The Range

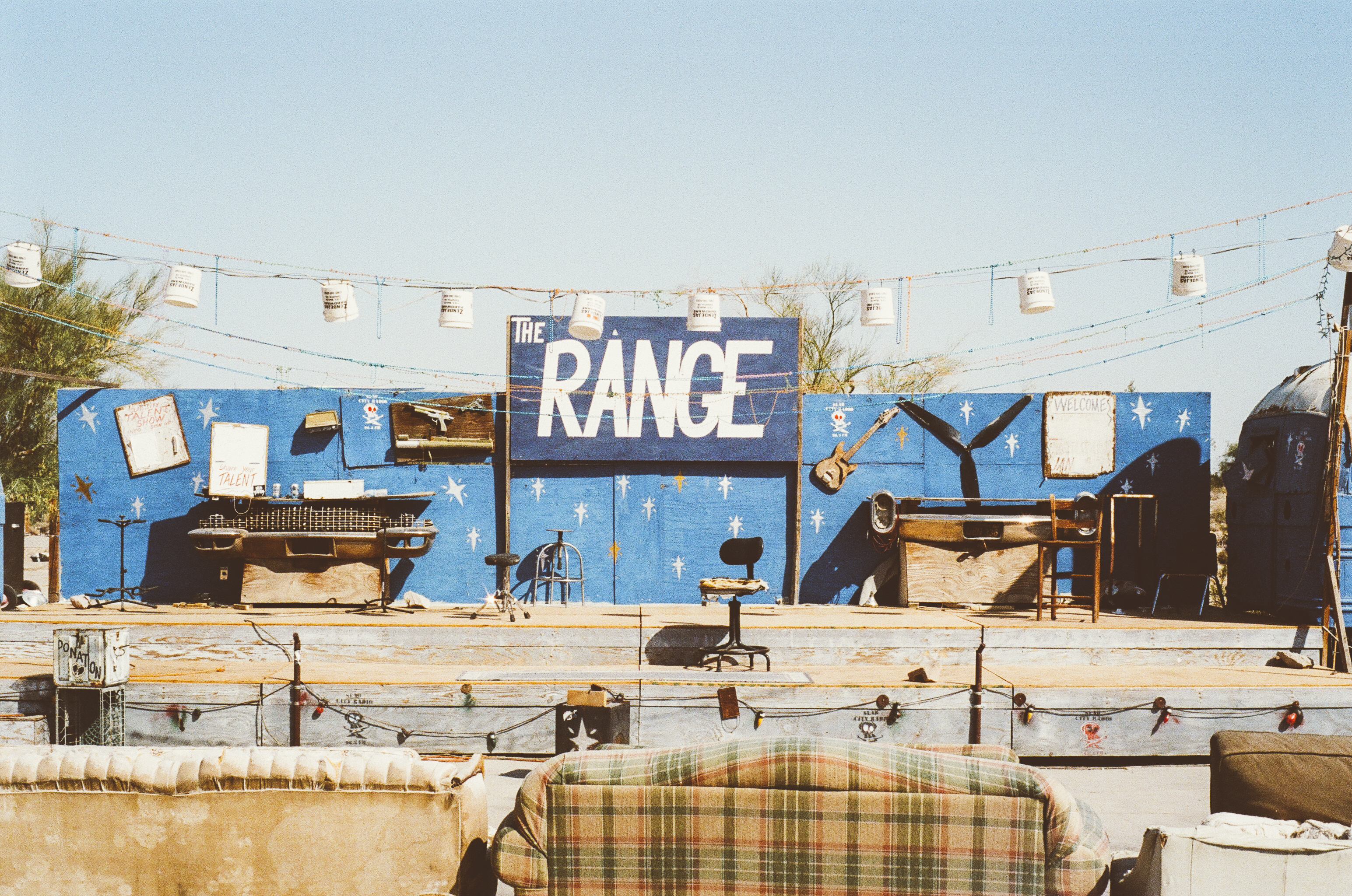
The Range es un escenario artístico en el corazón de Slab City, que acoge espectáculos, música y mucho más los fines de semana.

The Range es una discoteca al aire libre con escenario, luces, amplificadores y altavoces, además de sofás destartalados y sillas viejas para sentarse. Todos los sábados por la noche, al anochecer, los lugareños y los visitantes se reúnen para un espectáculo de talentos en el que participan músicos residentes permanentes y cualquier otra persona que quiera subir al escenario y actuar. El lugar está dirigido por el antiguo residente William Ammon, conocido como "Builder Bill". La esposa de Ammon, Robin Ammon, recopiló viejos vestidos de fiesta para que la gente los usara; estos se usan cuando la comunidad organiza un baile de graduación, porque muchos residentes nunca han podido asistir a uno. 

## Gobierno
Los caminos de tierra son nivelados por el Condado de Imperial y son patrullados regularmente por la Oficina del Sheriff del Condado de Imperial, así como por agentes de la Patrulla Fronteriza en busca de inmigrantes ilegales; Slab City está a unas 50 millas (80 km) de México. El servicio de bomberos de Slab City es proporcionado por el Departamento de Bomberos de Niland. Los autobuses escolares vienen de las comunidades cercanas para recoger a los pocos niños que hay allí.

## Comunidad
Slab City se divide en un puñado de barrios con diferentes características. A partir de 2020, la comunidad se divide en gran medida en dos: East Jesus y Slab City. Miles de campistas y propietarios de autocaravanas, muchos jubilados, utilizan el lugar durante los meses de invierno. Los «snowbirds» se quedan sólo durante el invierno antes de emigrar al norte en primavera, a climas más frescos. A pesar de las altas temperaturas, hay unos 150 residentes permanentes en Slab City. Algunos de estos «Slabbers» o «Year-Rounders» viven de programas gubernamentales y se han visto obligados a vivir en Slab City por la pobreza o la pérdida de empleo. Otros se han trasladado voluntariamente para aprender a vivir fuera de la sociedad o para aislarse. El «constructor Bill» Ammon describió «una especie de segregación» entre los residentes de más edad, que intercambian bienes y servicios, y los jóvenes, que a veces están «mal equipados» para la autosuficiencia o recurren a pequeños robos y al consumo de drogas.
Según un informe de enero de 2020, Slab City está compuesta por más de una docena de "barrios" individuales, que son pequeños campamentos de personas con sus propias reglas y cultura. Entre las comodidades disponibles se incluyen "The Range" (un lugar para conciertos al aire libre), una biblioteca improvisada, unidades de alquiler de vehículos recreativos (RVs), un café con internet y establecimientos que venden alimentos. Sin embargo, la mayoría de las compras se realizan en el pueblo de Niland. Se informa que un residente organizaba un grupo semanal de autoayuda para mujeres de la comunidad. En 1990, los residentes comentaron al Chicago Tribune sobre el uso de radios CB (bandas ciudadanas) como tablones de anuncios y sobre cómo usaban apodos al comunicarse. En 2005, un residente le contó a un corresponsal del Los Angeles Times, para el documental On The Streets, que en Slab City podía vivir como quisiera.
Durante la pandemia de COVID-19, los residentes se vieron muy afectados por la pérdida de ingresos del turismo, que también proporcionaba alimentos y agua. El distanciamiento social también fue una dificultad, ya que muchos residentes colaboran estrechamente para comerciar y mantener los servicios. La pandemia se complicó por la población de edad avanzada, la ausencia de infraestructuras sanitarias en Slab City (el hospital más cercano está a 40 minutos, en Brawley), la falta de seguros, la falta de agua corriente y saneamiento, y las creencias antigubernamentales o conspirativas. Los residentes expresaron su preocupación por el fracaso en el pasado a la hora de contener un brote de parvo canino. En abril de 2020, el condado de Imperial no había proporcionado ninguna ayuda específica a las comunidades vulnerables.

### Delito
La metanfetamina de cristal es bastante común y es responsable de gran parte de la delincuencia en Slab City. En 2015, el New York Times informó que la causa habitual de la respuesta policial a Slab City es por disputas de límites de acampada, a veces robos, pero que el consumo de metanfetamina es un problema recurrente. En diciembre de 2019, durante el esfuerzo de búsqueda de fugitivos de dos días en el Valle Imperial denominado Operación Valley Grinch, se detuvo a cuatro fugitivos escondidos en Slab City. Los lugareños también cortaron la valla para utilizar ilegalmente el Canal Coachella como lugar de baño.

## Planes futuros
Algunos informes afirman que el terreno es propiedad del Estado de California, mientras que otros de 1993 informan de que el terreno fue adquirido por un contratista de construcción. En 2021, California aún no había decidido vender el terreno, pero la Comisión de Tierras está considerando tasar el terreno y, si es necesario, permitir la limpieza debido a los residuos militares de la década de 1950.
En 2015, varios residentes formaron el Slab City Community Group en un esfuerzo por evitar la venta. El grupo exploró la posibilidad de obtener 450 acres (180 ha) de Slab City en un fideicomiso, aunque esto fue polémico con otros residentes. Un artículo de mayo de 2020 confirmó que el Estado esperaba vender la tierra. «Una venta podría ir a parar a empresas energéticas [...]. A muchos residentes les preocupa que un acuerdo pueda dejarles sin comunidad ni lugar donde vivir, ya que Slab City, sin ley, se ha convertido en el último recurso para muchos".